# Phoenix Rising
Phoenix Rising (tidigare kända som Quinta Enmienda och Phoenix Rising / Fire & Ashes) är ett spanskt symphonic power metal-band från Alcorcón (Madrid) som startades år 2007. Deras första skiva spelades in 2010 och döptes till Ne bis in idem (med låtar på spanska) och senare var de med i olika festivaler runt Spanien som till exempel "Getafe Sonisphere 2010", "Power Alive Fest" och "Granito Rock 2011" där de delade scen med stora band som Slayer, Rammstein och Megadeth. 
I slutet av år 2011 blev den tyska producenten Karl Walterbach (Sonic Attack) intresserad av bandet och de skrev kontrakt med hans skivbolag. Därefter ändrade bandet namn till "Phoenix Rising" på grund av viljan att starta ett internationellt projekt, vilket även gjorde att bandet bestämde sig för att spela in nästa skiva både på spanska och engelska (båda versionerna finns med i en dubbel CD). I början av 2012 släppte bandet sin andra platta "MMXII" och skrev även kontrakt med skivbolaget Hydrant Music.

## Medlemmar
Nuvarande medlemmar
- Miguel González Calvo – gitarr, sång (2007– )
- Daniel Martínez del Monte – sologitarr (2008– )
- Sergio Wild (Sergio Martínez) – basgitarr (2009– )
- Jesús Martín Toribio – keyboard, orkestrering (2010– )
- Carlos Vivas – trummor (2018– )

Tidigare medlemmar
- Francisco Jesús "Patxi" Quintanilla – keyboard (2007–2010, i Quinta Enmienda)
- Benito – basgitarr (2007–2009, i Quinta Enmienda)
- Vanessa – trummor (2007–2009, Quinta Enmienda)
- Iván Méndez – trummor (2009–2018)

## Diskografi
Studioalbum
- Ne bis in idem (2010) (som Quinta Enmienda)
- MMXII (2012)
- Versus (2014)